# 埋弧焊

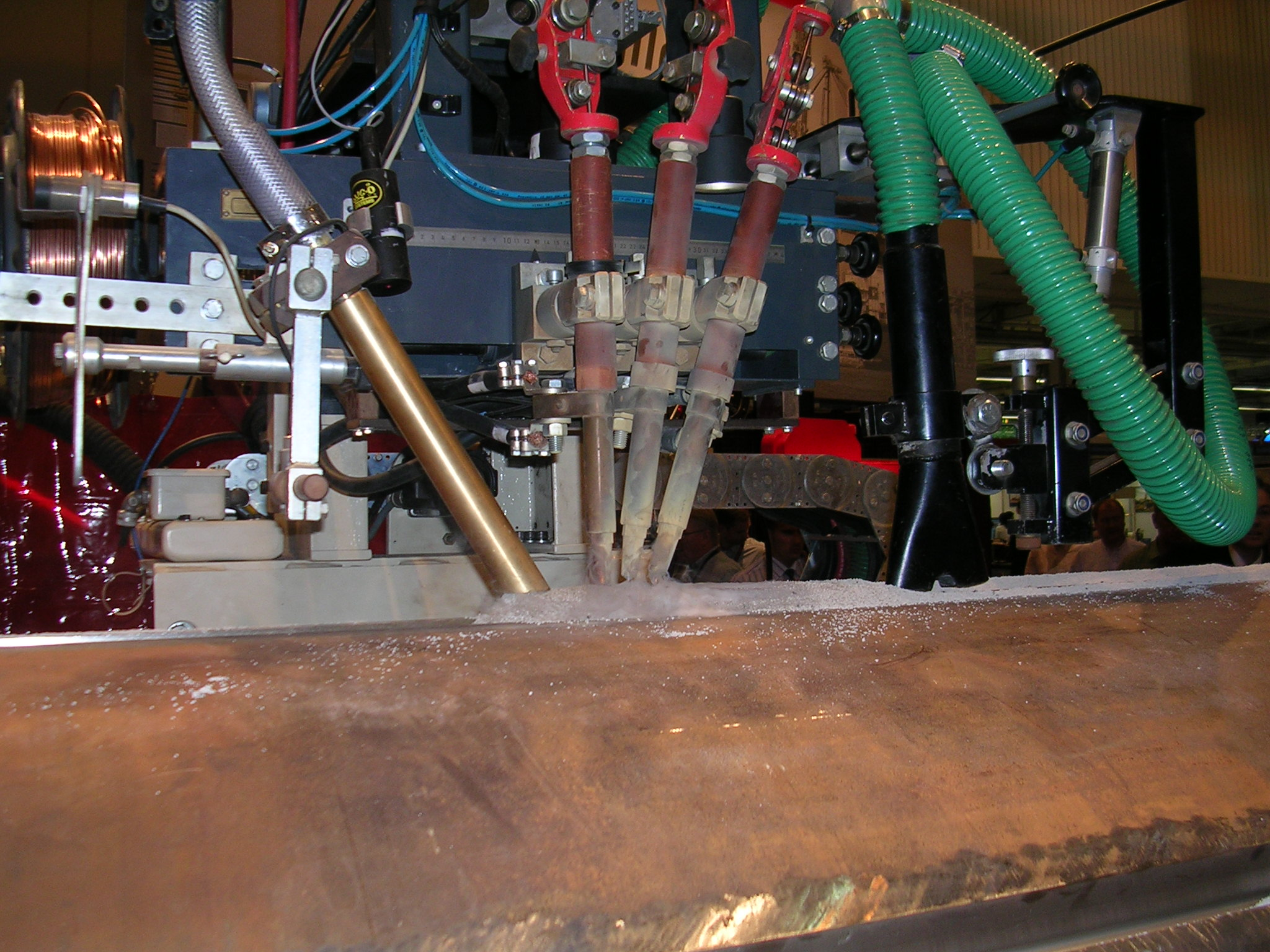
埋弧焊。

埋弧焊是指电弧在銲劑层下燃烧进行銲接的方法，为電弧銲的一种。埋弧焊的特点是在电弧效應的作用下，銲料、焊剂和焊件被熔化形成的一层由熔渣和气体组成的保护膜，对焊接区起到隔离空气、绝热和屏蔽光辐射的作用。这种焊接方法，生产率高，焊缝质量好，无弧光辐射和火花飞溅，在室内和室外都可焊接各种钢结构。适用于焊接低碳钢、低合金钢及不锈钢等金属。